# Réseau Hommes
Le Réseau Hommes a été créé en 1992 au Québec, par Guy Corneau, psychanalyste et écrivain, qui le définit comme « un laboratoire d'expérimentation où se crée une véritable intimité entre hommes et d'où émerge une parole masculine dégagée des jeux de pouvoir et de séduction ».
Des associations fonctionnant sur le même principe ont été également créées en France, en Belgique et en Suisse. 

## Objectifs de l'association
En 1992, Guy Corneau crée un groupe de parole et lance, avec d'autres, le Réseau Hommes Québec puis le Réseau Femmes Québec. Le Réseau Hommes au Québec est depuis 2006 dirigé par l'auteur Sylvain d'Auteuil.
On dénombrait en 2015 plus de 10 000 participants au Québec.
L'association met en place des groupes de parole exclusivement masculins. Des règles de communication rigoureuses et une batterie d'exercices pré-expérimentés les aident à entrer dans ce type d'échanges. Plusieurs de ces expériences ont été décrites de l'intérieur dans le livre Quand les hommes parlent. De même, elles ont fait l'objet de recherche d'une thèse soutenue à l'Université de Montréal.
Il s'agit de permettre à ces hommes de se dégager des comportements masculins stéréotypés : échanges limités à ce qui concerne l'action, retenue émotionnelle, refus de l'aide, impassibilité apparente dissimulant la souffrance intérieure. Il s'agit aussi de leur faire découvrir les richesses d'une communication intermasculine qu'ils n'ont pas forcément connue avec leur père (cf l'ouvrage de Guy Corneau). L'idée est de permettre aux hommes de se défaire du moule qui leur avait été imposé en leur donnant le droit à une plus grande introspection et en leur donnant accès à leurs émotions, dans un contexte où 68% des hommes estiment qu'il est difficile de sortir du cadre associé à son genre, et 50% qu'il est difficile pour un homme de pleurer.

## Fonctionnement
Il s'agit de groupes de parole dont les participants sont des hommes. L'accent est mis sur la réflexion dans une optique de développement personnel, centré sur l'intériorité de l'homme, et non son identité.
Les groupes réunissent un petit nombre de participants (généralement de cinq à douze participants,) à raison d'une fois par semaine ou d'une fois par mois (chaque groupe trouve son propre rythme). Il n'y a ni thérapeute ni animateur professionnel mais un facilitateur tournant, en autogestion,,. Les discussions sont basées sur des sujets précis dans lesquels les participants évoquent leurs difficulés du point de vue de la masculinité et des sujets aussi divers que leurs rêves, leurs peurs, leur vie quotidienne, la paternité, la sexualité, le rapport aux femmes, dans un contexte qui se veut confidentiel et sans jugements,.